# زاك ستورم
زاك ستورم هو مسلسل تلفزيوني متحرك للأطفال بالكمبيوتر من إنتاج زاجتون، ميتود انيميشن، دي أجوستيني أديتور، SAMG ANIMATION، ظهرت لأول مرة على قناة J في فرنسا في 2 ديسمبر 2016.

## وصلات خارجية
- زاك ستروم على موقع IMDb (الإنجليزية)
- زاك ستروم على موقع كينوبويسك (الروسية)
- زاك ستروم على موقع قاعدة بيانات الفيلم (الإنجليزية)